# Метабола
Метабола (дав.-гр. μεταβολή — поворот, зміна, перехід; лат. transitus) у давньогрецькій гармоніці — зміна в звуковисотній структурі, що, як правило, призводить до зміни етосу (характеру) музики; в сучасній гармонії — категорія модального ладу.

## Давньогрецька метабола
Метабола була відома вже Аристоксену. Послідовник Аристоксена Клеонід розрізняє метаболу в чотирьох сенсах: (1) за роду, (2) за «системою» (звукорядом, див. Повна система), (3) за тоном (тобто за ладом), (4) за мелопеєю.
Метаболою за родом аристоксеніки називали зміну роду мелосу (наприклад, заміну діатоніки хроматикою), метаболою за системою — перехід з тетрахорду сполучених до тетрахорду відокремлених (одну певну інстанцію транспозиції), метаболою за тоном — перехід з одного ладу в інший (ладова метабола). Нарешті, метабола за мелопеєю — зміна етосу мелодії в цілому (Клеонід розрізняє «збуджений», «сумний» і «спокійний» етоси).
Птолемей не вважав перенесення цілої мелодії на іншу висоту (тобто транспозицію) «метаболою». У разі транспозиції, за Птолемеєм, мелодія не змінюється, змінюється «тон» (ступінь напруги голосу або, наприклад, струн ліри). Транспозиція «не дає чуттям відчуття відмінності такою мірою, що зачіпає етос, а лише відчуття відмінності за висотою». Залишаються метаболи за родом і за ладом («тоном») — останній Птолемей надає особливого значення.

Важлива музична властивість ладової метаболи і, так би мовити, сприятлива композиційна передумова — наявність спільних звуків між джерелом і ціллю метаболи. З цієї причини Птолемей (Harm. II, 6) вважав перехід від дорійського ладу до міксолідійського (з 7 ступенів 5 у них спільні) надзвичайно зручним. Він описував цю ладову метаболу так:
Коли мелодія, піднімаючись, досягає меси і не потрапляє, як зазвичай, на відокремлений тетрахорд у квінтовому консонансі з тетрахордом середніх, а ніби перенаправлена в з'єднаний з месою тетрахорд, так що замість квінт вона утворює кварти зі звуками перед месою, тоді почуття вловлюють відхилення, відступ того, що виникло, від очікуваного. Воно прийнятне, якщо злиття милозвучне і пропорційне, і неприйнятне, якщо навпаки. Тому найпрекраснішою і чи не єдиною в своєму роді є метабола, подібна вищеописаній, що використовує допоміжний тоновий перехід, тобто різницю між квінтою і квартою.
У випадку ладової метаболи, вважав Птолемей «мелодія втрачає свій первісний порядок, а висота [змінюється] не сама по собі, а як похідна від мелосу» (Harm. II, 6).

Подібно описує метаболу Арістід Квінтіліан:
Метабола — зміна початкової системи і характеру звучання (τῆς φωνῆς χαρακτῆρος). Оскільки кожній системі відповідає якийсь тип звучання (τῆς φωνῆς τύπος), очевидно, що зі зміною гармоній змінюється і вигляд мелодії. Ладові метаболи бувають найрізноманітніші відповідно до кожного з простих і складених інтервалів, проте приємніші ті, що виникають з консонансів, а решта — не цілком [приємні] (Arist. Mus. I. 11).
Метабола за системою (Перший Дельфійський гімн, 127 Р. до н. е.; фрагмент):

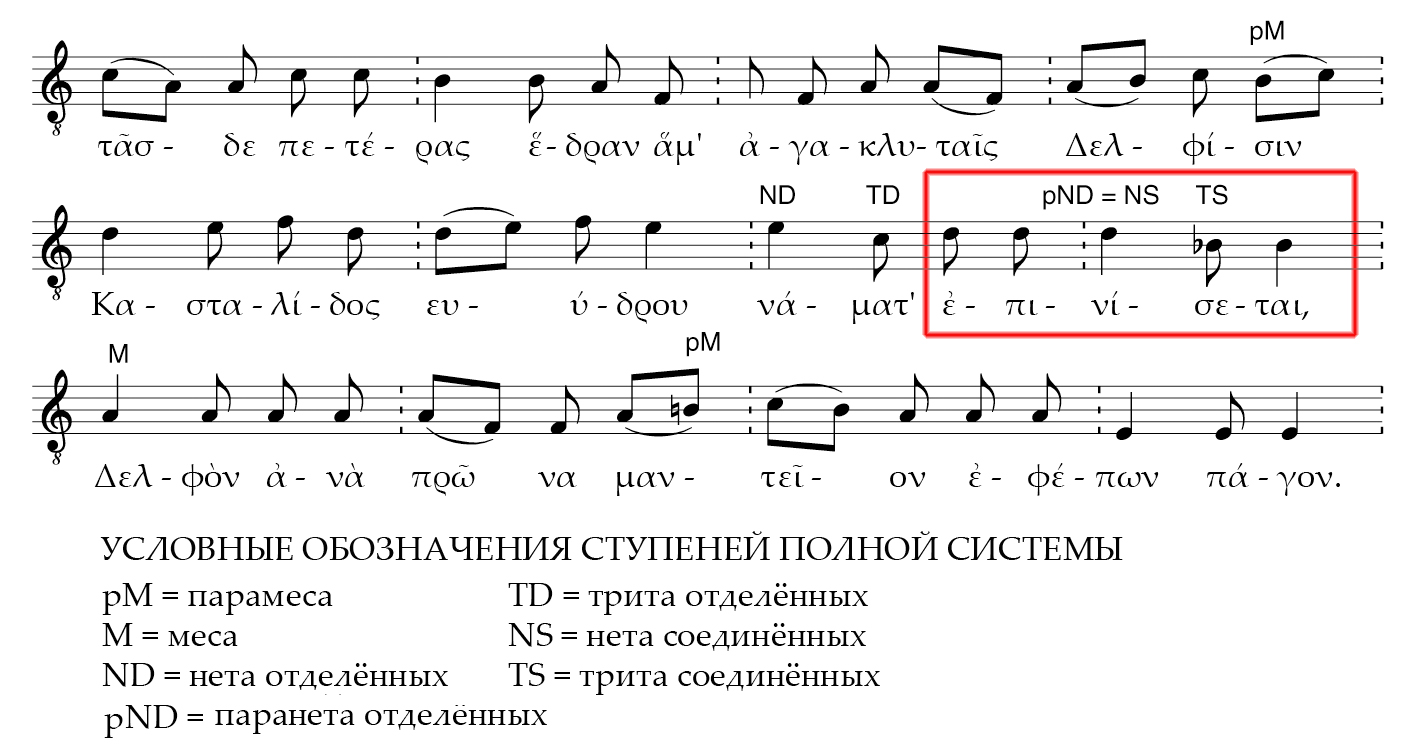

Вчення про метаболу становить стандартний розділ візантійської гармоніки (викладено у Бакхія, анонімів II і III Беллермана).
У латинських викладах грецької гармоніки метабола передавалася термінами transitus і commutatio (Марціан Капелла. Про одруження Філології та Меркурія. Кн. 9).

## Метабола в середньовічній і ренесансній Європі
Середньовічна теорія музики описувала тільки один різновид метаболи — коливання між b-квадратним («сі-бекаром») і b-круглим («сі-бемолем»), характерне для міксодіатоніки григоріанської монодії (cantus planus). Композиційно-технічно така метабола описувалася як різновид мутації.
У низці музично-теоретичних трактатів пізнього Середньовіччя і Відродження зустрічаються терміни mixtio, commixtio (Маркетто Падуанський, Іван Тінкторіс), commutatio (Генріх Глареан), які можна прийняти за латинські аналоги давньогрецької метаболи. Насправді, ці терміни описували складні випадки «суміщених» звукорядів монодичних ладів у деяких, нетипових, розспівах. Спираючись на аналіз амбітусу такого розспіву, вчені не могли віднести його до жодного з 8 ладів звичної схеми. Таким чином commutatio означало не зміну ладу в ході його розгортання в часі (діахронічну зміну), а «змішаний» його стан ad hoc. Загалом, середньовічна і ренесансна модальна теорія виходила з уявлення про єдність ладу і його самототожність.

## Метабола в російській церковній музиці
Випадки метаболи нерідкі в знаменному співі. Яскравий приклад такої музики — стихира 2-го гласу «Днесь Христос у Віфлеємі» Іоанна ченця (рукопис XVII століття), де метабола за системою (коливання c-cis, f-fis) проводиться послідовно і багаторазово.

## Метабола в теорії музики XIX–XX століть
Притому, що метабола за ладом типологічно споріднена з відхиленнями й модуляціями в гармонійній тональності XVII—XX ст., називати (модальну) метаболу (тональною) модуляцією недоцільно. З часів Рімана слово «модуляція» закріпилося в термінологічному значенні переходу з однієї (мажорно-мінорної) тональності в іншу; в старовинній модальній музиці такої тональності не було. Крім того, латинські слова «modulari», «modulatio» (і новоєвропейські деривати), надзвичайно поширені в античній (римській), середньовічній і ренесансній теорії музики західної Європи, мали особливе значення (відмінне від прийнятого нині, «шкільного»).
Метаболи, які спостерігаються в старомодальній гармонії, зазвичай застосовуються для вираження сильних «драматичних» емоцій, або носять образотворчий (колористичний) характер. Яскраві приклади метаболи за тоном: мотет Дюфаї «Ave regina caelorum» (на словах «Miserere supplicanti Dufay»), мотет Жоскена (?) «Absalon fili mi» (в кінці п'єси, на словах «… sed descendam in infernum plorans»). Метаболи за ладом (зміна одного церковного тону іншим) і метаболи за системою (транспозиція на певній ділянці форми), які трапляються в старомодальній музиці, теоретики пояснювали (до епохи бароко) як результат гексахордової мутації .